# Carolina Cruz-Neira
Carolina Cruz-Neira es una informática, investigadora, diseñadora y educadora venezolana. Es conocida por inventar el Cave Automatic Virtual Environment (CAVE). Es miembro del Institute of Electrical and Electronics Engineers (IEEE), miembro de la Academia de Realidad Virtual VGTC del IEEE, miembro del Salón de la Fama XR, miembro del Salón de la Fama del Modelado y la Simulación y Estrella Spark del Museo del Descubrimiento. Actualmente es Catedrática Agere en la Universidad de Florida Central (UCF).
Sus intereses de investigación se centran en marcos de software de visualización en tiempo real, entornos virtuales y aplicaciones en un amplio abanico de disciplinas. También es artista y productora de danza, y ha puesto en escena varios espectáculos de realidad virtual y danza inmersiva en vivo, así como instalaciones interactivas en museos.
En 2018 Cruz-Neira fue electa miembro de la Academia Nacional de Ingeniería de Estados Unidos por sus contribuciones a la visualización inmersiva y la realidad virtual.

## Educación
Cruz-Neira se graduó con mención cum laude en ingeniería de sistemas y administración de empresas por la Universidad Metropolitana en Venezuela en 1987. En 1991 obtuvo un máster en ingeniería eléctrica e informática por la Universidad de Illinois, Chicago, y en 1995 se doctoró con el investigador de gráficos por ordenador Thomas DeFanti.
A partir de los 3 años buscó un título en danza clásica de ballet en el Estudio Magdalena Rueda y en el Conservatorio de Música de Alicante, España. Continuó su educación en danza y sus actuaciones públicas con Mary Luz Cabezos en Venezuela y más tarde con varias compañías de Chicago hasta que un accidente de esquí a mediados de sus 20 años le rompió la rodilla, lo que le hizo centrarse en su carrera de ingeniería. Continúa su pasión por la danza integrando sus conocimientos de ingeniería y su creatividad para producir y poner en escena espectáculos de danza inmersiva.

## Carrera temprana
Carolina trabajó como ingeniera de sistemas de software en varias empresas de Venezuela. Uno de sus primeros proyectos fue el diseño de un sistema automatizado en tiempo real para controlar una granja hidropónica. Su sistema monitorizaba el estado de todas las plantas, estaciones, inventario y cadena de suministro, acelerando las operaciones de la granja al optimizar el uso de recursos y el coste. También diseñó un sistema de visualización para organizar, recuperar y editar planos de planta para nuevas construcciones.
Tras graduarse en 1987, se incorporó a la empresa Teleprovenca en Caracas, uno de los mayores centros de datos y cálculo de América del Sur. Empezó como becaria y ascendió rápidamente a jefa de I+D. Desarrolló un nuevo lenguaje para agilizar el desarrollo de aplicaciones empresariales a gran escala que requerían procesar grandes volúmenes de transacciones de forma regular. También formó parte del equipo que desarrolló la arquitectura de software para los primeros cajeros automáticos.
Sus honores académicos y su trabajo en Teleprovenca la llevaron a recibir el Premio de Embajadora de Rotary International, que la llevó a Estados Unidos para cursar un máster mientras aprendía inglés. En el puesto, Cruz-Neira estuvo destinada en Chicago como embajadora de buena voluntad en Estados Unidos para compartir la cultura y la historia de Venezuela y España. En el papel fue invitada regularmente a participar en eventos con notables líderes de Chicago, como el cardenal Joseph Bernardin, el alcalde Richard Daley y el gobernador de Rotary Norman Kloker.
Al finalizar el Premio Embajador de Rotary, Cruz-Neira recibió el Premio de Computación de Alto Rendimiento, que le permitió pasar seis meses integrada en las principales empresas de HPC: Thinking Machines Corporation, IBM y Cray Research. Esta experiencia abrió su interés y su larga carrera integrando la HPC en entornos visuales e interactivos en tiempo real.
Se incorporó a IBM Wall Street en 1991 como arquitecta jefe de software de visualización. Desarrolló uno de los primeros lenguajes y arquitecturas de visualización utilizando los sistemas IBM RS/6000. Su trabajo sobre representaciones visuales multidimensionales en 3D fue una de las primeras visualizaciones interactivas en tiempo real de la actividad bursátil en Wall Street.

## Carrera

### Cave Automatic Virtual Environment
El primer CAVE fue inventada por Carolina Cruz-Neira, Daniel J. Sandin y Thomas A. DeFanti en 1992. Para su tesis doctoral, Cruz-Neira diseñó y desarrolló el Entorno Virtual Automático CAVE, sus especificaciones y su implementación. También diseñó e implementó la API de software CAVELib, que ahora es un producto comercial. Fue la artífice de la API de código abierto VR Juggler, un marco de desarrollo de aplicaciones de realidad virtual de código abierto.
El CAVE es un sistema inmersivo que se convirtió en el estándar de los sistemas de realidad virtual basados en retroproyección. El sistema completo normal consta de pantallas de proyección a lo largo de los ejes frontal, lateral y del suelo, y un sistema de seguimiento para el «usuario». Aunque utilizaron el acrónimo recursivo Cave Automatic Virtual Environment (Entorno Virtual Automático de la Caverna) para el sistema CAVE, el nombre también hace referencia a la República de Platón y a la Alegoría de la caverna, donde exploraba los conceptos de realidad y percepción humana.
La tecnología CAVE ha tenido un par de derivaciones: ImmersaDesk, Infinity Wall y el sistema G-speak de Oblong Industries. El ImmersaDesk es un sistema semiinmersivo, parecido a una mesa de dibujo, mientras que el Infinity Wall está pensado para una sala entera de personas, como una sala de conferencias. Ampliando este concepto, G-speak admite la entrada gestual de múltiples usuarios y dispositivos en un conjunto ampliable de monitores.

### Academia
Cruz-Neira fue profesora de la Cátedra Stanley de ingeniería interdisciplinar y cofundadora del Centro de Aplicaciones de Realidad Virtual (VRAC) de la Universidad Estatal de Iowa (ISU). En 2002 cofundó y codirigió el programa de postgrado en Interacción persona-computadora (HCI) de la ISU.
En 2005 se incorporó a la Universidad de Luisiana en Lafayette, y en 2006 fue la primera consejera delegada y jefa científica de LITE (Louisiana Immersive Technologies Enterprise), una iniciativa del estado de Luisiana para apoyar el desarrollo económico de las tecnologías inmersivas. De 2009 a 2014 fue la supercatedrática dotada W. Hansen Hall y Mary Officer Hall/BORSF de telecomunicaciones en ingeniería informática de la Universidad de Luisiana en Lafayette.

En 2014, fue nombrada académica de investigación por la Alianza de Investigación de Arkansas y se trasladó a Little Rock para dirigir el Centro de Análisis Emergentes (EAC) de la Universidad de Arkansas.
En 2019, Carolina se incorporó a la Universidad de Florida Central, como profesor de la Cátedra Agere en el departamento de ciencias de la computación.
En la UCF ha fundado el VARLab, un grupo de investigación centrado en tecnologías inmersivas e interactivas innovadoras, y ha cofundado y codirigido la Iniciativa Estratégica Digital Twin de la UCF.
Varios de sus antiguos alumnos trabajan ahora en el campo de la realidad virtual en empresas como Unity Labs, Intel, Microsoft Research, Google, DreamWorks, EA, Deere & Company, Boeing, Sony Pictures Imageworks y Laboratorio Nacional Argonne.

### Otros trabajos
En 2017, Cruz-Neira fue incluida en el episodio 8 «el jugador», en una serie documental holandesa de diez partes, The Mind of the Universe (2017), de Robbert Dijkgraaf y VPRO broadcast.
En enero, fue invitada por Dell a participar en el panel «VR for Good» en el Consumer Electronics Show 2018 para demostrar cómo los innovadores están utilizando la realidad virtual para tener un impacto positivo en la sociedad.
Desde junio de 2019, es editora jefe de realidad virtual e industria para Frontier's in Virtual Reality Journal.

## Premios
- 2007 – galardonado con el IEEE VGTC Virtual Reality Technical Achievement Award, en reconocimiento al desarrollo del CAVE.[6]
- 2009 – La Asociación Internacional de Artes y Medios Digitales (iDMMa) le concede el Premio a la Trayectoria Distinguida[16]
- 2014 – Académica de la Alianza de Investigación de Arkansas[17]
- 2016 – Premio a los 25 mejores innovadores en realidad virtual de Polygon[18]
- 2016 – Nombramiento como una de las tres mayores innovadoras femeninas de la realidad virtual por University Herald.[19]
- 2018 – En febrero de 2018 la doctora Cruz-Neira fue elegida miembro de la Academia Nacional de Ingeniería.[20]
- 2018 – Nombrado pionera de la informática por la Association for Computing Machinery (ACM).